# Yangchun
Yangchun (阳春 ; pinyin : Yángchūn) est une ville de la province chinoise du Guangdong. C'est une ville-district placée sous la juridiction de la ville-préfecture de Yangjiang.

## Démographie
La population du district était de 1 007 944 habitants en 1999.